# Інцелль
Інцелль (нім. Inzell) — громада в Німеччині, розташована в землі Баварія. Підпорядковується адміністративному округу Верхня Баварія. Входить до складу району Траунштайн.
Площа — 45,35 км2. Населення становить 4836 ос. (станом на 31 грудня 2020).